# 花の六三組
花の六三組（はなのろくさんぐみ）は、大相撲において昭和63年（1988年）3月場所に初土俵を踏んだもののうち関取となった以下の力士の総称である。特に同年の春場所で初土俵をふんだ95人のうち、3横綱1大関を含め11人が関取になったことから昭和63年春初土俵組とも言う。
- 曙太郎（第64代横綱、のちプロレスラー及びタレント・曙、2024年逝去）
- 貴乃花光司（第65代横綱、元一代年寄・貴乃花、2018年10月1日に日本相撲協会を退職）
- 若乃花勝（第66代横綱、現在のタレント・花田虎上）
- 魁皇博之（最高位大関、現在の年寄・浅香山）
- 和歌乃山洋（最高位小結、現在は居酒屋経営）
- 力櫻猛（最高位西前頭4枚目、のちプロレスラー・力皇猛、引退した現在はラーメン店経営）
- 須佐の湖善誉（最高位東十両2枚目、現在は飲食店経営）
- 琴嵐佳史（最高位東十両9枚目、現在は飲食店経営）
- 鶴ノ富士智万（最高位西十両9枚目）
- 琴岩国武士（最高位東十両12枚目、現在は飲食店勤務）
- 琴乃峰篤実（最高位東十両13枚目）

「花のニッパチ組」や「花のサンパチ組」の名称は生年が同じことにちなむが、花の六三組は初土俵の年に由来している。ただし、曙と若乃花、1973年（昭和48年）の早生まれだった鶴ノ富士を除いては、全て1972年（昭和47年）生まれである。
これに続く世代としては「花のゴーイチ組」の1976年（昭和51年）生まれであり、元大関では千代大海龍二・栃東大裕・琴光喜啓司の三人、元関脇は若の里忍・隆乃若勇紀の二人、元小結は高見盛精彦・千代天山大八郎（早生まれ）・岩木山竜太（早生まれ）の三人などが該当するが、横綱昇進者は現れなかった。
元大関・魁皇が2011年（平成23年）7月場所を最後に引退したことによって、関取を経験した花の六三組のメンバーは全員現役を引退した。関取未経験の同期力士では、嵐望将輔（東京都出身、二子山部屋→貴乃花部屋所属、最高位：幕下13）が最後まで現役を続けたが、2013年（平成25年）5月に世話人に採用されたことに伴って現役を引退し、これによって昭和63年3月場所初土俵の力士は全員が引退したことになる。また、現在も協会に在籍しているのは魁皇のみである。
同じ場所で初土俵を踏んだ力士の中で3横綱1大関を輩出した例は、明治43年1月場所初土俵の中から大錦卯一郎・西ノ海嘉治郎 (3代)・常ノ花寛市・對馬洋弥吉が出ている例に続いて2例目となる。
1972年生まれの関取としてほかには、
- 武双山正士（最高位大関、現在の年寄藤島、早生まれ。大学3年次中退後1993年1月場所初土俵）
- 土佐ノ海敏生（最高位関脇、現在の年寄立川、早生まれ。大学4年次1994年3月場所初土俵）
- 玉春日良二（最高位関脇、現在の年寄片男波、早生まれ。大学4年次1994年1月場所初土俵）
- 琴龍宏央（最高位西前頭筆頭、現在は自営業者、早生まれ。中学3年次1987年3月場所初土俵）
- 富風悟（最高位西十両8枚目、現在は飲食店経営、早生まれ。中学卒業後1987年7月場所初土俵）
- 千代の若秀則（最高位東十両9枚目、早生まれ。中学卒業後1987年5月場所初土俵）
- 大碇剛（最高位東前頭11枚目、現在の年寄甲山。大学4年次1995年3月場所初土俵）
- 北勝光康仁（最高位西十両10枚目、現在は飲食店勤務。大学4年次1995年1月場所初土俵）

がいる。
2013年8月12日放送のNHKの番組『ドキュメンタリー同期生』では、花の六三組が特集された。曙と貴乃花が出演した。